# Diane-Capelle
Diane-Capelle (Duits: Dianenkappel) is een gemeente in het Franse departement Moselle in de regio Grand Est en telt 216 inwoners (1999).

## Geschiedenis
In 1790 werd de gemeente ingedeeld bij het departement Meurthe. Bij de Vrede van Frankfurt stond Frankrijk het gebied in 1871 af aan het Duitse Keizerrijk en werd het onderdeel van de Kreis Saarburg en het Bezirk Lotharingen onder de naam Dianenkappel.
Toen na de Eerste Wereldoorlog het gebied weer Frans werd bleven de departementsgrenzen zoals ze waren na 1871 en werd het district opgenomen als het nieuwe departement Moselle.
De in 1871 opgeheven kantons en arrondissementen werden hersteld en Diane-Capelle werd weer onderdeel van het kanton Sarrebourg en het gelijknamige arrondissement.
In 1972 fuseerde Diane-Capelle met Kerprich-aux-Bois tot de gemeente Diane-et-Kerprich. Op 1 januari 1985 werd de gemeente opgeheven en werd Diane-Capelle weer een zelfstandige gemeente.
Op 1 januari 2015 fuseerde het arrondissement Sarrebourg met het arrondissement Château-Salins tot het arrondissement Sarrebourg-Château-Salins.

## Geografie
De oppervlakte van Diane-Capelle bedraagt 6,1 km², de bevolkingsdichtheid is 35,4 inwoners per km².
De onderstaande kaart toont de ligging van Diane-Capelle met de belangrijkste infrastructuur en aangrenzende gemeenten.

## Demografie
Onderstaande figuur toont het verloop van het inwonertal (bron: INSEE-tellingen).